# 史氏連鰭喉盤魚
史氏連鰭喉盤魚，為輻鰭魚綱鱸形目喉盤魚亞目喉盤魚科的其中一種，分布於中西太平洋的菲律賓海域，棲息深度2-10公尺，體長可達2.6公分，屬底棲性魚類。